# Municipio de Cansahcab

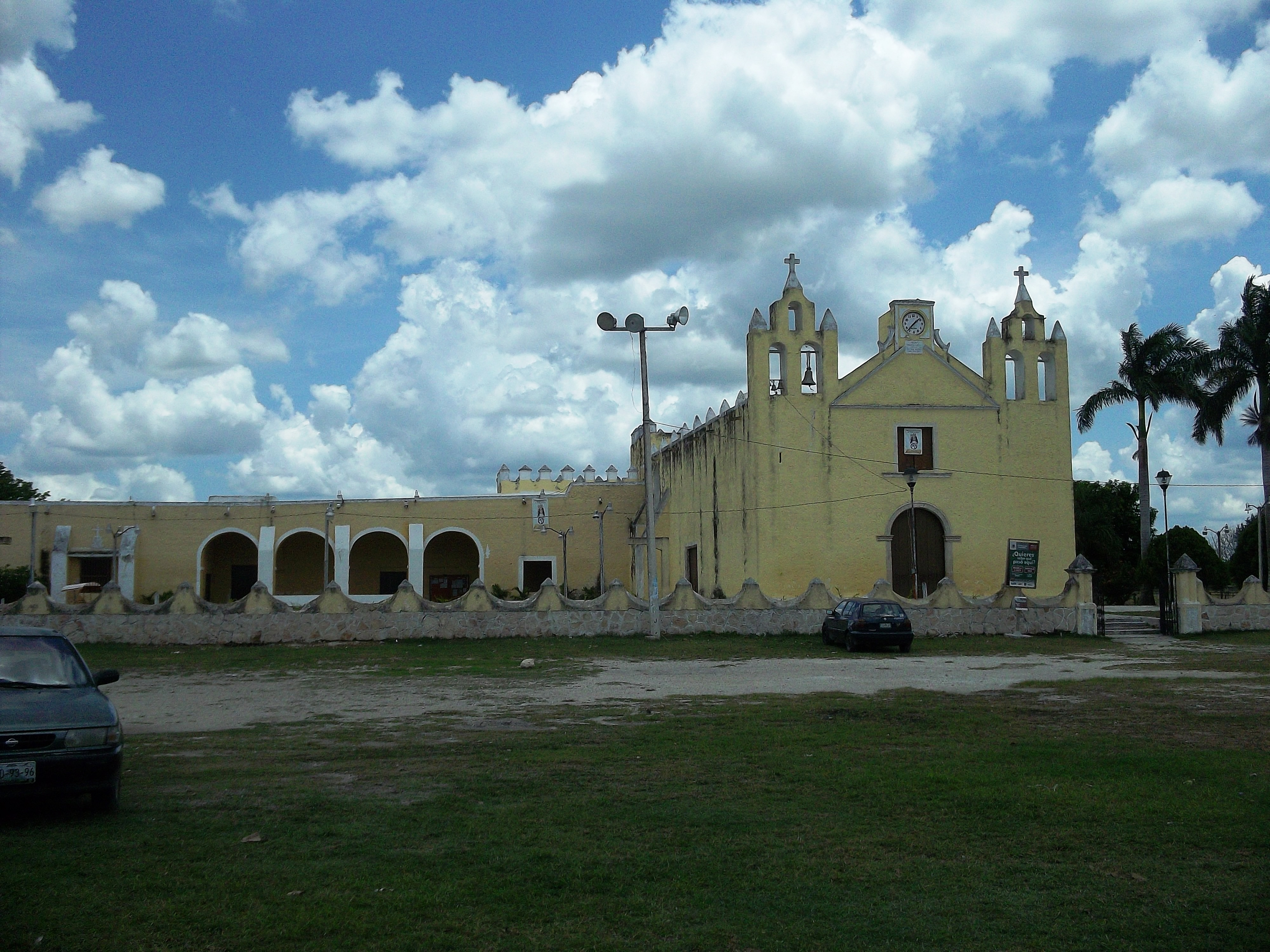
Iglesia de Cansahcab, Yucatán.

Cansahcab es uno de los 106 municipios que constituyen el estado mexicano de Yucatán. Se encuentra localizado al centro norte del estado y aproximadamente a 59 kilómetros al este de la ciudad de Mérida. Cuenta con una extensión territorial de 146.90 km². Según el II Conteo de Población y Vivienda de 2005, el municipio tiene 4,738 habitantes, de los cuales 2,373 son hombres y 2,365 son mujeres. Su nombre se interpreta como «Lugar de las Cuatro Cuevas de Tierra Blanca».

## Descripción geográfica

### Ubicación
Cansahcab se localiza al este del estado entre las coordenadas geográficas 21° 06’ y 21° 12’ de latitud norte, y 89° 03’ y 89° 13’ de longitud oeste; a una altitud promedio de 6 metros sobre el nivel del mar.
El municipio colinda al norte con los municipios de Yobaín, Sinanché y Dzidzantún; al sur con Suma y Teya; al este con Temax y al oeste con Motul. Pertenece el municipio a la denominada zona henequenera de Yucatán.

### Orografía e hidrografía
En general posee una orografía plana, no posee zonas accidentadas de relevancia; sus suelos se componen de rocas escarpadas, su uso es ganadero, forestal y agrícola. El municipio pertenece a la región hidrológica Yucatán Norte. Sus recursos hidrológicos son proporcionados principalmente por corrientes subterráneas; las cuales son muy comunes en el estado. En el municipio hay 6 cenotes, de los cuales los más importantes son: Bohchen, Hu - Can - Ha y Popola.

### Clima
Su principal clima es el cálido subhúmedo; con lluvias en verano y sin cambio térmico invernal bien definido. La temperatura media anual es de 25.4°C, la máxima se registra en el mes de mayo (35.7 °C) y la mínima se registra en enero (3.5 °C). El régimen de lluvias se registra entre los meses de mayo y julio, contando con una precipitación media de 469 milímetros.

## Cultura

### Sitios de interés
- Exconvento de San Francisco de Asís, construido en el siglo XVII.
- Capilla de Santa Cruz.
- Templo de San Francisco de Asís.
- El Aerolito. El sitio se encuentra cuatro kilómetros  al oeste de la población en un camino vecinal que pasa por el cementerio de la población y termina en el arco de la hacienda de Ukaha, de donde se encuentra una fuente de agua mineralizada con especies de peces raros que conectan a dos cenotes subterráneos que colindan con ruinas arqueológicas.

### Fiestas
Fiestas civiles
- Aniversario de la Independencia de México: 16 de septiembre.
- Aniversario de la Revolución mexicana: El 20 de noviembre.

Fiestas religiosas
- Semana Santa: jueves y viernes Santos.
- Día de la Santa Cruz: 3 de mayo.
- Fiesta en honor de la Virgen de Guadalupe: 12 de diciembre.
- Día de Muertos: 2 de noviembre.
- Fiesta en honor a san Francisco de Asís: el 4 de octubre.
- Fiesta en honor de los Tres Reyes Magos: del 10 al 18 de enero.

## Gobierno
Su forma de gobierno es democrática y depende del gobierno estatal y federal; se realizan elecciones cada 3 años, en donde se elige al presidente municipal y su gabinete. El presidente municipal es Francisco Chalé Ku del Partido de la Revolución Democrática.
El municipio cuenta con 10 localidades, las cuales dependen directamente de la cabecera del municipio, las más importantes son:  Cansahcab (cabecera municipal), Kancabchén, San Antonio Xiat, Santa María, San Mateo, Kanisté y San Juan.

### Personajes ilustres
- Teodosio Canto, general y gobernador del estado de 1882-1886.
- Rubén Dario Herrera, músico y compositor de la mayoría de las grandes jaranas como: el Chinito Koi Koi, Linda Cansahcabeña, Nicte-Ha.
- Juan Domingo Méndez Lara, actor y director de doblaje.